# 로강

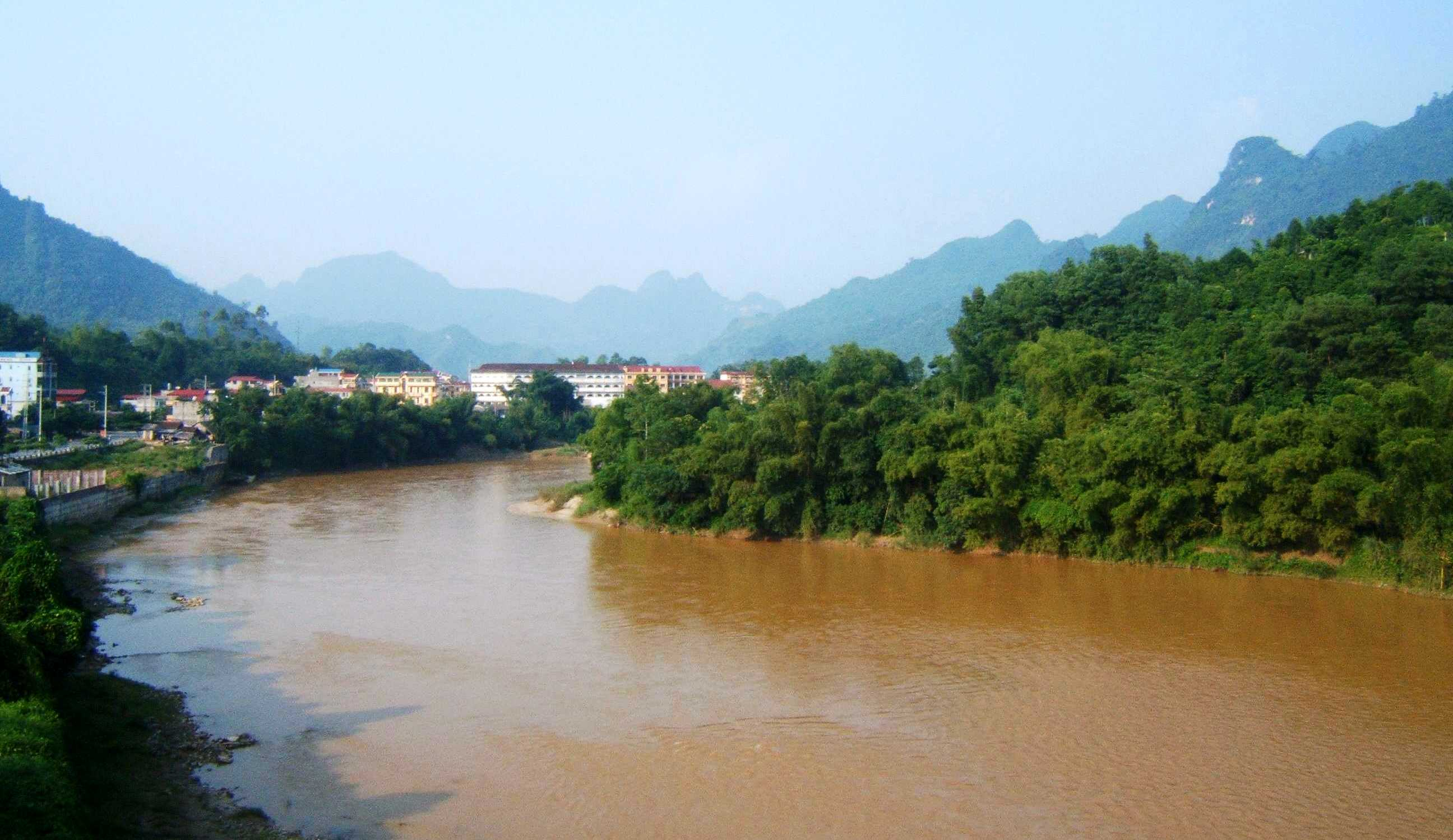
하장시 마을 남쪽의 로강, 2005.

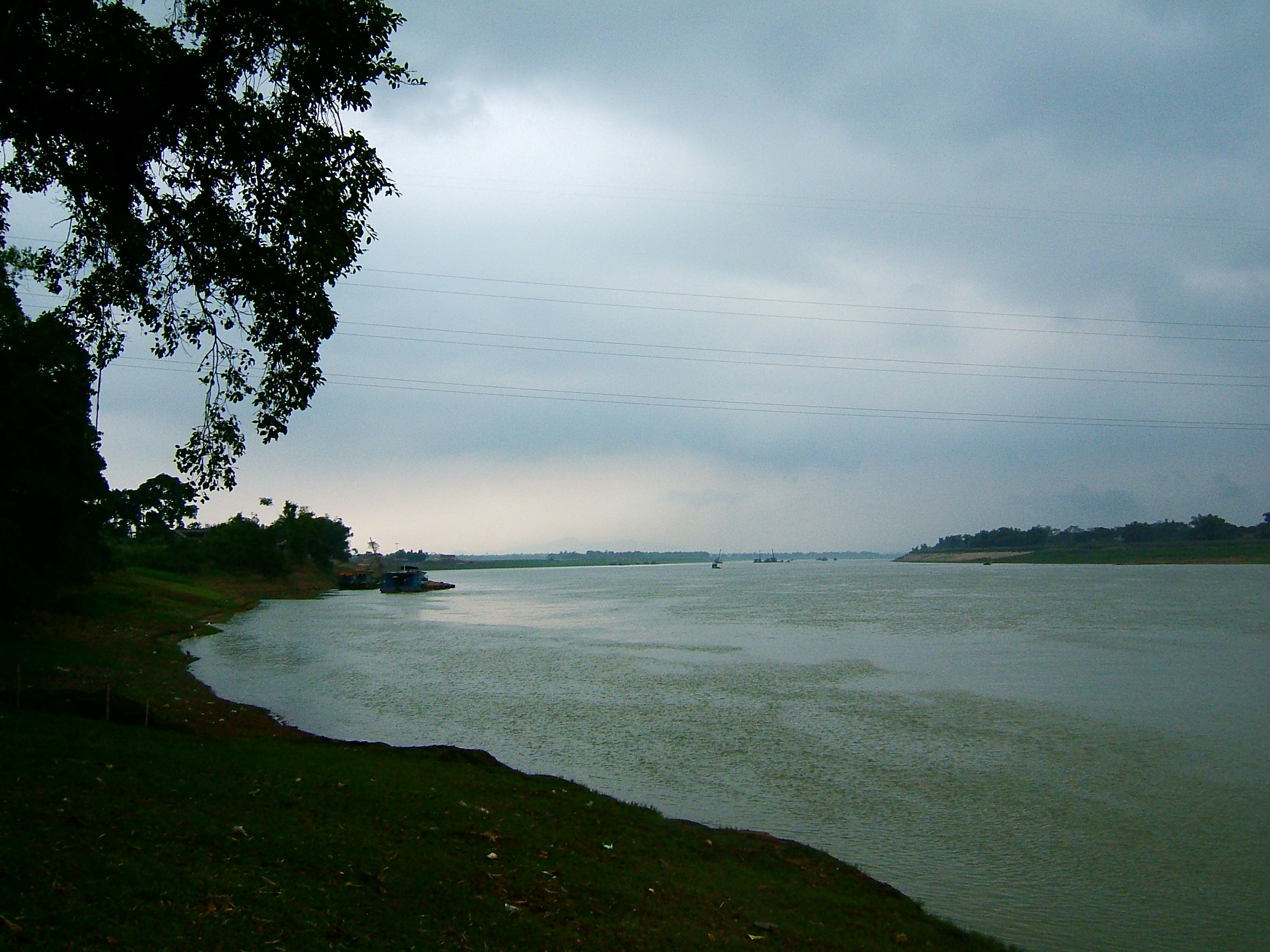
푸토성의 로강

로강(베트남어: Sông Lô / 瀘江)은 베트남 북부 홍강(홍하) 좌안의 지류이다. 강 이름은 베트남어로  ‘깨끗한 강‘이라는 뜻이다. 뚜옌꽝성, 푸토성 등을 거쳐 470km를 흐르며, 유역 면적은 3만 9000km2이고, 중국 윈난성에서 발원한다.